# Łachówka
Łachówka (biał. Лахаўка; ros. Лаховка) – wieś na Białorusi, w obwodzie brzeskim, w rejonie łuninieckim, w sielsowiecie Łachwa, w pobliżu Prypeci i przy linii kolejowej Kalinkowicze – Łuniniec.
W dwudziestoleciu międzywojennym leżała w Polsce, w województwie poleskim, w powiecie łuninieckim, w gminie Łachwa. Po II wojnie światowej w granicach Związku Sowieckiego. Od 1991 w niepodległej Białorusi.